# Adolfo Aldana
Adolfo Aldana Torres (ur. 5 stycznia 1966 w San Roque) – piłkarz hiszpański grający na pozycji pomocnika. W swojej karierze 4 razy wystąpił w reprezentacji Hiszpanii i strzelił w niej 1 gola.

## Kariera klubowa
Karierę piłkarską Aldana rozpoczął w klubie Real Madryt. W 1985 roku zaczął grać w rezerwach tego klubu w Segunda División. W 1987 roku awansował do kadry pierwszego zespołu Realu. 1 stycznia 1988 roku zadebiutował w Primera División w wygranym 2:1 domowym spotkaniu z Barceloną. W debiutanckim sezonie rozegrał 4 spotkania w pierwszym zespole Realu i strzelił 2 gole, oba w meczu z Realem Murcia (3:1). Z Realem wywalczył mistrzostwo Hiszpanii, podobnie jak w kolejnych dwóch sezonach. W 1989 roku zdobył też Puchar Króla. W latach 1988–1990 zdobył też trzykrotnie Superpuchar Hiszpanii. W Realu grał do 1992 roku.
Latem 1992 roku Aldana przeszedł z Realu do Deportivo La Coruña. W nim zadebiutował 25 września 1992 roku w wygranym 2:0 wyjazdowym meczu z Realem Sociedad, w którym strzelił gola. W Deportivo przez lata był podstawowym zawodnikiem (z wyjątkiem sezonie 1993/1994, w którym nie rozegrał żadnego spotkania z powodu kontuzji). W latach 1994 i 1995 dwukrotnie z rzędu został wicemistrzem Hiszpanii, a w 1995 roku zdobył też z Deportivo Puchar Króla i Superpuchar Hiszpanii.
W 1996 roku Aldana przeszedł do Espanyolu Barcelona, w którym swój debiut zanotował 1 września 1996 w spotkaniu ze Sportingiem Gijón (2:3). W 1998 roku odszedł do drugoligowej Méridy. W 1999 roku zakończył karierę.
| Sezon   | Klub                | Kraj      | Rozgrywki        | Mecze | Bramki |
| ------- | ------------------- | --------- | ---------------- | ----- | ------ |
| 1985/86 | Real Madryt B       | Hiszpania | Segunda División | 16    | 3      |
| 1986/87 | Real Madryt B       | Hiszpania | Segunda División | 27    | 3      |
| 1987/88 | Real Madryt         | Hiszpania | Primera División | 4     | 2      |
| 1987/88 | Real Madryt B       | Hiszpania | Segunda División | 29    | 15     |
| 1988/89 | Real Madryt         | Hiszpania | Primera División | 13    | 2      |
| 1989/90 | Real Madryt         | Hiszpania | Primera División | 13    | 5      |
| 1990/91 | Real Madryt         | Hiszpania | Primera División | 31    | 1      |
| 1991/92 | Real Madryt         | Hiszpania | Primera División | 11    | 2      |
| 1992/93 | Deportivo La Coruña | Hiszpania | Primera División | 30    | 7      |
| 1993/94 | Deportivo La Coruña | Hiszpania | Primera División | 0     | 0      |
| 1994/95 | Deportivo La Coruña | Hiszpania | Primera División | 33    | 6      |
| 1995/96 | Deportivo La Coruña | Hiszpania | Primera División | 33    | 6      |
| 1996/97 | RCD Espanyol        | Hiszpania | Primera División | 10    | 0      |
| 1997/98 | RCD Espanyol        | Hiszpania | Primera División | 0     | 0      |
| 1998/99 | CP Mérida           | Hiszpania | Segunda División | 32    | 2      |

## Kariera reprezentacyjna
W reprezentacji Hiszpanii Aldana zadebiutował 24 sierpnia 1993 roku w wygranym 5:0 spotkaniu eliminacji do MŚ 1994 z Litwą. W debiucie zdobył gola. Grał także w 3 innych meczach tych eliminacji, jednak na sam Mundial nie został powołany. Od 1993 do 1994 roku rozegrał 4 mecze w kadrze narodowej i strzelił 1 gola.
| Mecze i gole w reprezentacji | Mecze i gole w reprezentacji | Mecze i gole w reprezentacji | Mecze i gole w reprezentacji | Mecze i gole w reprezentacji | Mecze i gole w reprezentacji | Mecze i gole w reprezentacji |
| #                            | Data                         | Stadion                      | Rywal                        | Wynik                        | Gol                          | Rozgrywki                    |
| 1993                         | 1993                         | 1993                         | 1993                         | 1993                         | 1993                         | 1993                         |
| ---------------------------- | ---------------------------- | ---------------------------- | ---------------------------- | ---------------------------- | ---------------------------- | ---------------------------- |
| 1.                           | 24.08.1993                   | Sewilla, Hiszpania           | Litwa                        | 5:0                          | 1                            | el. MŚ 1994                  |
| 2.                           | 31.03.1993                   | Kopenhaga, Dania             | Dania                        | 0:1                          | 0                            | el. MŚ 1994                  |
| 3.                           | 28.04.1993                   | Sewilla, Hiszpania           | Irlandia Północna            | 3:1                          | 0                            | el. MŚ 1994                  |
| 1994                         |                              |                              |                              |                              |                              |                              |
| 4.                           | 30.11.1994                   | Malaga, Hiszpania            | Finlandia                    | 2:0                          | 0                            | towarzyski                   |

## Sukcesy
- Mistrzostwo Hiszpanii (3)

Real Madryt: 1987/1988, 1988/1989, 1989/1990
- Puchar Króla (2)

Real Madryt: 1989, Deportivo: 1995
- Superpuchar Hiszpanii (4)

Real Madryt: 1988, 1989, 1990, Deportivo: 1995